# Marco Úmbrio Primo
Marco Úmbrio Primo (em latim: Marcus Umbrius Primus) foi um oficial romano do século III, ativo durante o reinado dos imperadores Diocleciano (r. 284–305) e Maximiano. Em 289, foi cônsul sufecto em 1 de fevereiro com Tito Flávio Celiano.